# Casa de l'Home
La Casa de l'Home (en gallec: Casa do Home), més coneguda com a DOMUS, és un museu de la ciutat de la Corunya, l'únic interactiu conceptual i monogràfic sobre l'ésser humà del món. Va ser inaugurat el 1995 i és obra de César Portela i Arata Isozaki. Es troba al passeig marítim de la ciutat.

## Continguts
Té 1.500 m² d'exposicions, 300 d'ells a la sala Severo Ochoa, d'exposicions temporals, i una sala de projeccions de cinema en gran format. Té excel·lents vistes de les platges de Riazor i Orzán.
Les exposicions ofereixen uns 200 mòduls interactius. A més d'aportar informació, exigeixen ser accionats mitjançant algun mecanisme, freqüentment en forma de jocs senzills, per entendre el seu funcionament. Té diverses àrees temàtiques, sobre temes com la bioquímica, la genètica, la reproducció, la nutrició, el cervell o el llenguatge.
La sala de projeccions s'anomena Leonardo da Vinci. Les projeccions són de gran format (8/70) sobre una pantalla de 80 m². Té una potència de 7.000 watts de llum i 4.000 de so.